# Piona pugilis
Piona pugilis är en kvalsterart som först beskrevs av Albert Burke Wolcott 1902.  Piona pugilis ingår i släktet Piona och familjen Pionidae. Inga underarter finns listade i Catalogue of Life.